# Avenue de la Porte-des-Champs
L'avenue de la Porte-des-Champs est une voie publique de la commune française de Rouen.

## Situation et accès
Elle est située dans le quartier Saint-Marc - Croix-de-Pierre - Saint-Nicaise,
De forme courbe d'une longueur de 600 mètres, elle est située rive droite, entre le place du Boulingrin à l'intersection avec le boulevard de l'Yser et la place Saint-Vivien au croisement avec la rue éponyme.

### Rues adjacentes
- Rue Orbe
- Rue Poitron
- Rue du Clos-des-Marqueurs
- Rue Daliphard

## Origine du nom
Le nom de la voie fait référence à une poterne qui se trouvait dans les fortifications de la ville.

## Historique
Elle est créée à la suite d'une délibération du conseil municipal de Rouen en 1963 pour irriguer les quartiers est du centre-ville historique. Le percement commence en 1967 et s'achève en 1974. Elle entraîne la démolition d'une partie du couvent des Ursulines, réaménagé en 1922 par Pierre Chirol pour accueillir « La Grande Famille ».

L'installation du conservatoire provoque la démolition des bâtiments restants du couvent en 1975. Seules demeurent la chapelle devenue bibliothèque de prêt municipale dite « bibliothèque des Capucins », accessible depuis la rue des Capucins, et la chapelle funéraire, inscrite monument historique le 18 février 1975. Le conservatoire est inauguré le 4 novembre 1977.
Après avoir été dénommée « rue des Champs », elle prend sa dénomination actuelle.

## Bâtiments remarquables et lieux de mémoire
- Conservatoire à rayonnement régional de Rouen
- Collège Fontenelle
- Internat du lycée Corneille
- Internat du lycée Jeanne-d'Arc
- École Maurice-Nibelle